# بحرية الرايخ
بحرية الرايخ (تُلفظ بالألمانية: [ˈʁaɪçs.maˌʁiːnə] ، "البحرية لرايخ ") كان اسم البحرية الألمانية خلال فترة جمهورية فايمار وأول عامين من حقبة ألمانيا النازية. كان سلاح البحرية قائما من عام 1919 إلى 1935. ثم أصبح معروفا باسم القوات البحرية النازية في عام 1935، وهو فرع من فيرماخت. نقل أدولف هتلر الكثير من المبادئ الإدارية والتنظيمية لرايخ مارين إلى الهيكل التنظيمي للكريغسمارينه.
كانت بحرية الرايخ القوة البحرية المسلحة لرايخسفيرينستيريوم (وزارة الرايخ ويهر) التي كان يرأسها وزير مدني عينته حكومة جمهورية فايمار. عُرف أكبر ضابط بحري حتى عام 1920 باسم الشيف دير أدميراليت (رئيس الأدميرال)، وبعد ذلك تم تغيير اللقب إلى قائد القيادة البحرية (شيف دير مارينيليتونج).

### مقر البحرية
أشرف القائد البحري على مكتب مقر معروف باسم Marinekommandiertenabteilung ومقره في برلين. كما احتفظت القيادة البحرية بمكتب استخبارات في مقر (Marinenachrichtenoffizier). يحتوي المقر البحري خمسة مكاتب معروفة باسم:
- Marinekommandoamt (أ) - العمليات
- Allgemeine Marineamt (ب) - الإدارة العامة
- Marineverwaltungsamt (ت) - شؤون الموظفين والإدارة
- Marinewaffenamt (MWa) - مكتب الحرب البحرية
- Marinekonstruktionsamt (K) - مكتب البناء البحري

خدم الضباط التاليون كرئيس لرايخ مارن من 1918 حتي 1935
رئيس الأدميرال (شيف دير أدميرليت)
| الرقم | صورة             | Chefs der Admiralität                    | تولى المنصب | ترك المنصب   | مدة شغل المنصب |
| ----- | ---------------- | ---------------------------------------- | ----------- | ------------ | -------------- |
| 1     | Adolf von Trotha | نائب أميرال Adolf von Trotha (1868–1940) | 26 مارس1919 | 22 مارس1920  | 362 أيام       |
| -     | ويليام ميخائيلس  | كونتريميرال ويليام ميخائيلس (1871–1948)  | 22 مارس1920 | 1 ستمبر1920  | 163 أيام       |
| 2     | Paul Behncke     | Vizeadmiral Paul Behncke (1869–1937)     | 1 ستمبر1920 | 14 ستمبر1920 | 13 أيام        |

| الرقم | صورة             | Chefs der Admiralität                          | تولى المنصب | ترك المنصب   | مدة شغل المنصب |
| ----- | ---------------- | ---------------------------------------------- | ----------- | ------------ | -------------- |
| 1     | Adolf von Trotha | نائب أميرال Adolf von Trotha (1868–1940)       | 26 مارس1919 | 22 مارس1920  | 362 أيام       |
| -     | ويليام ميخائيلس  | كونتريميرال ويليام ميخائيلس (1871–1948) Acting | 22 مارس1920 | 1 ستمبر1920  | 163 أيام       |
| 2     | Paul Behncke     | Vizeadmiral Paul Behncke (1869–1937)           | 1 ستمبر1920 | 14 ستمبر1920 | 13 أيام        |

رؤساء القيادة البحرية (Chefs der Marineleitung)
| الرقم | صورة                  | Chefs der Marineleitung              | تولى المنصب  | ترك المنصب   | مدة شغل المنصب    |
| ----- | --------------------- | ------------------------------------ | ------------ | ------------ | ----------------- |
| 1     | Paul Behncke          | Vizeadmiral Paul Behncke (1869–1937) | 14 ستمبر1920 | 1 أكتوبر1924 | 4 سنوات و17 أيام  |
| 2     | هانس زنكر [لغات أخرى]‏ | Vizeadmiral هانس زنكر ‏ (1870–1932)   | 1 أكتوبر1924 | 30 ستمبر1928 | 3 سنوات و365 أيام |
| 3     | إريش رايدر            | Vizeadmiral إريش رايدر (1876–1960)   | 1 أكتوبر1928 | 1 يونيو1935  | 6 سنوات و243 أيام |

### قيادة الأسطول
يقع مقر قيادة الأسطول في الرايخ مارين (Flottenkommando) في مدينة كييل، وكان يتألف من طاقم الأعلام وقادة الأسطول الذين كانوا على متن سفينة الأسطول الألماني. خلال العشرينات من القرن الماضي، كانت سفينة الأسطول الألماني هيإس إم إس شليسفيغ-هولشتاين مع ضابطين بحريين يعملان كقائدين للأسطول، فيزميرال هانز زينكر وكونراد مومسن، بين عامي 1923 و 1927. تم ترك منصب قائد الأسطول شاغراً، لكن بقي طاقم الأعلام.
كان الغرض من قيادة الأسطول هو الإشراف على القادة الأربعة الرئيسيين للسفن البحرية الألمانية. كانت هذه الأوامر بدورها مسؤولة عن إدارة مختلف فئات السفن الألمانية لتشمل تطوير المعدات ونشر السفن وتعيين الموظفين. بمجرد الوصول إلى البحر، تحولت القيادة على السفن إلى قادة المحطتين البحريتين الرئيسيتين. القيادات الأربعة هي:
- Befehlshaber der Linienschiffe - قائد سفن الخط، ومقرها في كيل، كانت السفينة الطراد دويتشلاند في عام 1933
- Befehlshaber der Aufklärungsstreitkräfte - قائد طائرات الاستطلاع، كانت السفينة الطراد <i id="mwXw">كونيجسبرغ</i> ومقره في كيل
- Führer der Torpedoboote - قائد قوارب طوربيد، ومقره في اشوينواويشتشه يشرف على أربعة أساطيل من قوارب الطوربيد
- Führer der Minsensuchboote - قائد كاسحات الألغام ومقره في كيل